# Gheorghe Tomozei
Gheorghe Tomozei (* 29. April 1936 in Bukarest; † 28. März 1997 ebenda) war ein rumänischer Schriftsteller und Journalist.

## Leben
Tomozei besuchte das Gymnasium Nicolae Bălcescu und besuchte dann Kurse an der Literaturschule Mihai Eminescu seiner Heimatstadt, wo Lucian Raicu, Fănuș Neagu und Nicolae Labiș zu seinen Kommilitonen zählten. Er begann als Redakteur der Gazeta literară und wurde dann Chefredakteur der Zeitschrift Luceafărul. Später war er Mitarbeiter des Schriftstellerverbandes in Bukarest und gab dessen Schriftstelleralmanach heraus. Er schrieb Artikel zu literarischen Themen für Zeitschriften wie Luceafărul, Contemporanul, Gazeta literară, România literară und Convorbiri literare.
Als Schriftsteller debütierte er 1953 mit Gedichten in der Zeitschrift Tânărul scriitor. 1957 erschien sein erster Gedichtband Pasărea albastră, dem weitere folgten. Neben Gedichten veröffentlichte er auch Bände mit Prosaschriften und journalistischen Arbeiten. In Moartea unui poet präsentierte er eine Sammlung von Zeugnissen und Erinnerungen über den Dichter Nicolae Labiș.

## Werke
- Pasărea albastră (1957)
- Steaua polară (1960)
- Lacul codrilor, albastru (1961)
- Vârsta alintului (1963)
- Fântâna culorilor (1964)
- Noptea de echinox (1964)
- Poezii (1966)
- Patruzeci și șase de poezii de dragoste (1967)
- Altair (1967)
- Cântece de toamnă mică (1967)
- Dacă treci râul Selenei (1967)
- Filigran, proze jurnalistice (1968)
- Suav anapoda (1969)
- Dincolo de crizanteme (1969)
- Poezii de dragoste (1970)
- Toamnă cu iepuri (1970)
- Literatură pentru copii Târgoviște. monografie lirică (1970)
- Miradoniz (1970)
- Misterul clepsidrei (1971)
- Atlantis (1971)
- Moartea unui poet (1972)
- Tanit (1972)
- Efigii (1972)
- Mașinării romantice (1973)
- Muzeul ploii, proze și poeme în proză (1973)
- La lumina zăpezii (1974)
- Negru Vodă (1974)
- Carul cu mere (1974)
- Războiul de treizeci de ani între dulăi si motani (1974)
- Literatură pentru copii Gloria ierbii (1975)
- Cronica lui Stavrinos (1975)
- Istoria unei amfore; Ţara lui Făt-Frumos (1976)
- Poema Patriei (1977)
- O oră de iubire (1978)
- Peregrin valah; Ierbar de nervi (1978)
- Amintiri despre mine (1980)
- Focul hrănit cu mere (1981)
- Manuscrisele de la Marea Neagră; Ninive (1982)
- Eseuri,publicistică. Prea târziu, prea devreme. Poeme fără final (1984)
- Carte de motanică, 1984
- Literatura pentru copii Urmele poetului Labiș. Biografie (1985)
- Plantația de fluturi. Însemnări (1988)
- Miradoniz. Copilăria și adolescenţa lui Eminescu reeditare (1989)
- Un poet din Tibet (1995)